# Гайзельзёдер, Луиза
Луиза Гайзельзёдер (англ. Luisa Geiselsöder; род. 10 февраля 2000, Ансбах, Бавария, Германия) — немецкая профессиональная баскетболистка, выступающая в женской национальной баскетбольной ассоциации за команду «Даллас Уингз», которой была выбрана на драфте ВНБА 2020 года во втором раунде под общим двадцать первым номером. Играет на позиции центровой.

## Профессиональная карьера
Начала карьеру в 2015 году в команде из Донау-Рис. В сезоне 2019/2020 набирала 18,6 очков, 2,3 подбора и 1,4 передачи за игру.
В 2025 году в составе баскетбольного клуба «Ланды» выиграла Чемпионат Франции по баскетболу среди женщин.

## ВНБА
В драфте ВНБА 2020 года выбрана под общим двадцать первым номером клубом «Даллас Уингз». В марте 2021 приняла участие в тренировочном лагере команды, однако из-за травмы «Крылья» не стали заключать с ней контракт и в январе 2022 года отчислили.
В феврале 2025 Луиза повторно присоединилась к тренировочному лагерю «Даллас Уингз». Дебютировала в официальном матче ВНБА 27 мая 2025 года.

## Национальная сборная
Гайзельзёдер стала серебряной медалисткой в составе молодежной сборной Германии на Чемпионате Европы по баскетболу 2016 среди девушек до 16 лет, проходившем в Италии. Ее признали MVP турнира, в котором она набирала 14,7 очков, 8,9 подбора и 1,6 передачи за игру. Через два года она выиграла золотую медаль на Чемпионате Европы по баскетболу 2018 среди девушек до 18 лет, набирая 11,3 очков, 6,3 подбора и 1,4 передачи за игру.
В ноябре 2019 года дебютировала за женскую сборную Германии по баскетболу.